# Kom som du er
Kom som du er er en dansk kortfilm fra 2005, der er skrevet og instrueret af Christiane Hector.

## Handling
Anna har sat sin ekskæreste stævne på en restaurant for at fortælle ham, at hun er gravid. Men resten af skuespillerholdet er også dukket op og har planlagt en improvisationsøvelse. Anna ser spillet som en chance for at få Jesper i tale - og rammen er sat for en forestilling, der snart løber løbsk.